# 多夫然卡 (克拉斯尼奧克尼區)
47°28′57″N 29°23′42″E / 47.48250°N 29.39500°E
多夫然卡（烏克蘭語：Довжанка）是位於烏克蘭西南部的村莊，由敖德萨州波季利斯克区的奧克尼市鎮負責管轄。該村始建於1947年，面積2.03平方公里，海拔高度97米，2001年人口867，人口密度每平方公里427.09人。